# Zádor Ervin
Zádor Ervin (Budapest, 1934. június 7. – Linden, Kalifornia, 2012. április 30.) olimpiai bajnok vízilabdázó.

## Élete
11 éves korában (1945) a bátyja nyomdokain haladva úszni kezdett. Ígéretes mellúszónak számított, amikor 15 évesen (1949) motorkerékpár-balesetet szenvedett, és a térde már nem bírta a terhelést. A vízilabdára váltott, a Hajógyárnál Szittya Károly volt az edzője, akit apjaként tisztelt. A margitszigeti uszodában járva, az olimpiai bajnokok márványtábláját csodálva határozta el, addig küzd, míg az ő nevét is föl nem vésik a nagy elődök mellé.
A kiválóan úszó, nagyszerű fizikai adottságokkal rendelkező, remekül lövő játékos az 1954-ben, Budapesten rendezett főiskolai világbajnokságon, húszéves korában került a válogatottba.
1956. december 5-én résztvevője volt a melbourne-i vérfürdő néven híressé vált összecsapásnak. Az őt megütő szovjet játékossal, Valentyin Prokopovval soha többé nem találkozott. 2004-ben szerveztek a csapatok még élő tagjainak egy találkozót, de oda Prokopov nem ment el, mert beteg volt.

„Megbocsátottam a pofont. Mi nem utáltuk őt és a csapatát. Amit a szovjetek tettek az országgal, nem ők tették. Ami pedig a medencében történt, bárhol megeshetett volna, nem lett volna szenzáció. Attól lett az, hogy pont az olimpián történt, egy hónappal a forradalom után.”

–  Zádor Ervin visszaemlékezése 2007-ben (Vasárnapi Blikk, 2007. január 21.)

1956 után az Amerikai Egyesült Államokban telepedett le, Lindenben kisiskolás korú úszók nevelésével foglalkozott a Ripon Aquatics sportegyesületben.
Az NBC televíziós társaság vendégeként 1999 nyarán, 43 év után látogatott először haza.
Három felnőtt lánya közül Christine (1980. november 8. –) a Dél-kaliforniai Egyetem vízilabdacsapatával főiskolai bajnokságot nyert (1999-ben).